# Fernando Stickel
Fernando Diederichsen Stickel (São Paulo, 1948) é arquiteto, artista plástico e fotógrafo brasileiro.

## Biografia
Fernando Diederichsen Stickel   estudou na Escola Brasil: (1970) com Luiz Paulo Baravelli, Frederico Nasser, Carlos Fajardo e José Resende.
Formou-se arquiteto pela FAU/USP (1973) e trabalhou em escritórios de arquitetura e estúdios de design gráfico  , durante a década de 1970.  Foi responsável pela implantação da nova identidade visual do Banco Itaú em 1983.
Foi indicado para receber a bolsa CAPES/FULBRIGHT de especialização em artes nos EUA, e morou em New York em 1984 e 1985. Com trabalhos realizados nesse período, participou do 7º Salão Nacional de Artes Plásticas no MAM (1985). 
Após retornar ao Brasil, passou a ministrar cursos de desenho em seu ateliê na Vila Olímpia em 1986.
Possui obras em diversas coleções públicas e privadas  , e duas publicações de sua autoria: o livro de poesias e desenhos “aqui tem coisa” (1999) pela editora DBA, e o livro de fotografia “Vila Olímpia”  (2006), pela Editora Terceiro Nome. Desde 2003 publica em seu blog pessoal “aqui tem coisa”.
Em 2004 começou a atuar no Terceiro Setor, concluindo em 2009 MBA em Gestão e Empreendedorismo Social pela FIA/CEATS. Atualmente, exerce a função de Diretor Presidente da Fundação Stickel, organização sem fins lucrativos que atua com a missão de promover a inclusão social por meio das artes visuais. É membro do conselho administrativo da Associação Paulista dos Amigos da Arte (APAA) 
Em 2012, foi palestrante do 7º Congresso GIFE “Novas Fronteiras do Investimento Social”. Em 2013 participou do documentário “Investimento Social Privado: O Presente é o Futuro”, lançado pelo IDIS (Instituto para o Desenvolvimento Social).

## Formação
2014 	Ponto Convergente - Madalena Centro de Estudos da Imagem - São Paulo 
2011 	Foundation School - Charities Aid Foundation - CAF / IDIS - Bertinoro – Itália 
2009 	MBA em Gestão e Empreendedorismo Social - FIA/CEATS - São Paulo
1976 	Curso Intensivo para Administradores - Fundação Getúlio Vargas - São Paulo
1973 	Arquiteto pela Faculdade de Arquitetura e Urbanismo da Univ. de São Paulo
1970 	Escola Brasil: com Baravelli, Fajardo, Nasser e Resende – São Paulo

## Premiações
1985	Prêmio Aquisição Desenho – III Salão Paulista de Arte Contemporânea
Prêmio Aquisição Desenho – II Prêmio Chandon de Arte e Vinho - São Paulo
1984	Nomeado para o Progr. CAPES / FULBRIGHT de especialização em Artes nos EUA

## Publicações
2006	Publicou livro de fotografias “Vila Olímpia” – Editora Terceiro Nome
1999	Publicou livro de poesias e desenhos “aqui tem coisa” – Editora DBA

## Exposições Individuais
2014	"Lapinha" - Lapinha Spa - Paraná - Fotografias
2013	"Fare Mondi" Club Transatlântico - São Paulo – Fotografias  
2010	“Vila Olímpia” Casa de Cultura da Brasilândia –São Paulo – Fotografias 
2008	“Vila Olímpia” Museu de Arte Contemporânea – MACC Campinas - Fotografias
2006 	“Vila Olímpia” Pinacoteca do Estado de São Paulo – Fotografias  
“Vila Olímpia” Instituto Goethe Salvador - Bahia – Fotografias
2001	Espaço Virgílio – São Paulo – Pinturas e Desenhos
1990	Paulo Figueiredo Galeria de Arte – São Paulo - Pinturas
1986   “NYC 85” Galeria Suzanna Sassoun – São Paulo – Trabalhos sobre papel
1984 	Sala Corpo de Exposições – Belo Horizonte – Trabalhos sobre papel
Paulo Figueiredo Galeria de Arte – São Paulo – Pinturas e técnicas mistas
1983	Paulo Figueiredo Galeria de Arte – São Paulo – Desenhos

## Principais Exposições Coletivas
2014	10º Paraty em Foco - Selecionado na Convocatória - Paraty Rio de Janeiro
2007 	FestFoto – Festival de Fotografia de Porto Alegre – Rio Grande do Sul
2005 	“Foto Atual 1985/2005” João Pedrosa Galeria de Arte – São Paulo
2004 	“Uma Viagem de 450 Anos” SESC Pompéia – São Paulo
2001 	“Doações em homenagem a Emanoel Araújo” – Pinacoteca do Estado de São Paulo
2000 	“Pratos para Arte III” – Associação dos Amigos do Museu Lasar Segall – São Paulo
1993	“Aviação e Arte” - TAM – Aeroporto de Congonhas – São Paulo
1990 	“Pantanal” – Sadalla Galeria de Arte – São Paulo
1989 	“Arquitetos Joalheiros” – Galeria Miriam Mamber – São Paulo
1988 	VI Salão Paulista de Arte Contemporânea - Bienal de São Paulo
1987 	“13 Tapetes Ocidentais” – Paulo Figueiredo Galeria de Arte – São Paulo
Curador da instalação “Natureza Morta Limitada” - “A trama do Gosto” – Bienal de São Paulo 
1986	IX Salão Nacional Sul Museu de Arte do Rio Grande do Sul / MARGS – Porto Alegre
IV – Salão Paulista de Arte Contemporânea - Bienal de São Paulo
Jadite Galleries – New York
“A Ordem em Questão” – Galeria de Arte da Univ. Federal Fluminense – Niterói, RJ
1985 	VIII Salão Nacional de Artes Plásticas Museu de Arte Moderna - MAM – Rio de Janeiro
III Salão Paulista de Arte Contemporânea – Bienal de São Paulo
1984 	II Salão Paulista de Arte Contemporânea - Museu da Imagem e do Som - MIS – São Paulo
“Como vai você Geração 80?” – Parque Lage – Rio de Janeiro 
1981	V Salão Nacional de Artes Plásticas Museu de Arte Moderna - MAM – Rio de Janeiro
1980 	I Salão Paulista de Artes Plásticas e Visuais Bienal de São Paulo
“Desenho Jovem” – Museu de Arte Contemporânea da USP – MAC USP – São Paulo
1971	V Jovem Arte Contemporânea – Museu de Arte Contemporânea da USP – MAC USP

## Ligações Externas
- Curso de desenho com Fernando Stickel - Folha de S. Paulo
- Livro Vila Olímpia - Revista VEJA
- Livro Vila Olímpia - Folha de S. Paulo
- Exposição Vila Olímpia na Pinacoteca do Estado - Jornal da USP